# Sofija Nikolaevna Raevskaya
Sofija Nikolaevna Raevskaya, (russo:Софья Николаевна Раевская) (1806 – 25 febbraio 1883), è stata una nobildonna russa.

## Biografia
Era l'ultimogenita di Nikolaj Nikolaevič Raevskij, e di sua moglie, Sofija Alekseevna Konstantinova. Ricevette una formazione eccellente a casa.
Nel 1820, incontrò Aleksandr Sergeevič Puškin durante un viaggio nel Caucaso. Essendo a quel tempo la più giovane delle sorelle, probabilmente rimane l'unica che il poeta non conquistò.
Nel 1826, dopo che i suoi fratelli Aleksandr e Nikolaj vennero assolti nel caso dei decabristi, venne nominata damigella d'onore della zarina Alexandra Feodorovna. Nel 1829 morì il padre. Nel 1835, insieme con la madre e la sorella, andò in Italia.
Successivamente tornò in Russia, dove ha preso parte attiva negli affari dei parenti in esilio in Siberia. Visse nella sua tenuta nella provincia di Kiev e raramente visitava la capitale. Scrisse su riviste russe e straniere e stampò su delle riviste storiche delle note e commenti sulla biografia di suo padre e altri membri della famiglia.